# Estación Gultro
Gultro (llamada erróneamente «Guntro» en algunas fuentes) fue una estación ferroviaria chilena ubicada en la localidad de Gultro, comuna de Olivar, que fue construida en el km. 54,3 del FC de Santiago a Curicó, y que posteriormente formó parte de la Red Sur de la Empresa de los Ferrocarriles del Estado (EFE). 
En su momento fue una estación que servía a las localidades de Gultro y Olivar Alto. Según el Diccionario Geográfico de la República de Chile (1899) de Francisco Astaburuaga Cienfuegos, la estación distaba a «cinco kilómetros al S. de la ciudad de Rancagua y 24 al N. de la de Rengo; deja dos kilómetros también al S. la estación de los Lirios, de donde parte un camino que conduce á  [sic] los baños de Cauquenes».
Ya para 1958 no se consideraba dentro del sistema ferroviario chileno. Tras su desuso, la estación fue vendida a un privado y hacia 2013 fue rematada, debido a la deuda que tenía su propietario. Actualmente no quedan restos de la estación.